# Línea 7 (Santa Rosa)
La línea 7 es una línea de colectivos urbana de Santa Rosa, que une el Barrio Los Fresnos con el Hospital Lucio. El boleto cuesta 7,68 pesos el general y 1,25 para estudiantes, jubilados y excombatientes.

## Recorrido principal
IDA: Madre María, Virgen de Fátima, Gaich, Río Quinto, Felipe Vallese, Blanco Encalada, Ongaro, Pereyra, Gaich, Toscano (S), San Pablo, Smitch, Calegaris, Pereyra, Rosas, Sequeira, Circunvalación, Juncal, Córdoba, Mansilla, Rivadavia, Almirante Brown, Avda. Circunvalación, Díaz, Tupungato, Giachino, Aconcagua.
VUELTA: Díaz, Alvear, 25 de Mayo, H. Lagos, Mitre, Belgrano, Avda. Illia, Avda. Circunvalación, Tellez, Blanco Encalada, Rosas, Pereyra, Calegaris, Smitch, San Pablo, Toscano (S), Gaich, Pereyra, Ongaro, Blanco Encalada, Felipe Vallese, Río Quinto, Gaich, Virgen de Fatima, Madre María.